# Mary Jane Bennett
Mary Jane Bennett, född 1816, död 1885, var en nyzeeländsk tjänsteman. Hon var Nya Zeelands första kvinnliga fyrvaktare och unik för sin tjänst för sitt kön. Hon skötte fyrtornet Pencarrow Head vid Wellington Harbour 1855–1865. 